# Oplostomus pectoralis
Oplostomus pectoralis är en skalbaggsart som beskrevs av Moser 1908. Oplostomus pectoralis ingår i släktet Oplostomus och familjen Cetoniidae. Utöver nominatformen finns också underarten O. p. morettoi.